# イーサン・ウェイン
イーサン・ウェイン（Ethan Wayne、1962年2月22日 - ）は、アメリカ合衆国の俳優。カリフォルニア州出身。

## 出演作品
- アラモ2
- コブラ・ミッション
- マンハンター／暴虐の銃弾